# 2018年斯里蘭卡憲法危機
2018年斯里兰卡憲法危機源於总统邁特里帕拉·西里塞納在10月26日任命前总统马欣达·拉贾帕克萨为斯里兰卡总理，试图取代现任总理兼议员拉尼尔·维克勒马辛哈。 维克勒马辛哈一直拒绝承认拉贾帕克萨的總理地位和批評革職违反宪法，拒絕離任。他称自己的黨仍然在國會佔有過半席位，並要求議會議長盡快召開緊急會議。西里塞纳隨即在10月27日宣布休會至下月16日。西里塞纳进一步表示，他将會與拉贾帕克萨籌組新內閣，並在29日公佈名單。 與此同時，维克勒马辛哈仍然佔據總理官邸「雞蛋花屋」。
2018年11月中，總統解散國會但被最高法院推翻決定。國會隨後復會，拉贾帕克萨內閣未能通過信任動議。
12月15日，不被國會信任的拉贾帕克萨宣布辭職。12月16日，维克勒马辛哈獲任命為總理。

## 前奏

### 暗殺總統陰謀
2018年10月，西里塞纳声称有人計劃暗殺他，並聲稱策劃者為印度情報機構印度研究分析室，其後總統收回言論。10月末，警方反貪污行動組負責人Namal Kumara召開記者會，指控時任總理维克勒马辛哈為暗殺事件的終極幕後黑手。

## 經過

### 任命总理 宣誓就職
2018年10月26日晚上，总统西里塞纳突然任命前总统拉贾帕克萨為总理，其後宣誓就職。 

### 被廢總理 堅決留守
维克拉马辛格其後進入傳統上作為總理寓所的「雞蛋花屋」，拒绝承認拉贾帕克塞的總理地位並否認被革職。但總統西里塞纳和拉贾帕克萨已經開始籌備新內閣。

### 官方媒體 備受干預
10月26日，效忠拉贾帕克萨的人士闖入了两个国营电视台和强迫他们關閉直播。
翌日，總統秘書處代理高級秘書Nalaka Kaluwewa獲任命為直屬總統的對外資訊部總幹事。

### 總統下令 議會休会
10月28日，隸屬統一國民黨的國會議長賈亞蘇里亞（Karu Jayasuriya）召開會議，會後宣布承認維克勒馬辛哈依然是斯里蘭卡的合法總理。國會原定在11月5日召開會議討論明年財政預算，但被總統下令暫停议会運作直至11月16日。

### 總理權力 始被架空
10月27日，前財長和前外長Mangala Samaraweera在推特表示總理维克拉马辛格負責的部分職務已經交由拉贾帕克萨負責。10月27日，總統西里塞纳解僱总理秘书Saman Ekanayeka。

### 未得支持 國會解散
11月9日，總統承認未能得到國會中足夠支持，以推舉總理正式上位，因此決定解散國會並提前大選。在此以前在野聯盟指控斯里蘭卡自由黨以數百萬元收買至少8名反對黨議員，希望他們轉軚以令執政聯盟穩守國會大多數，但最終失敗。

### 國會復會 否決新揆
11月12日，在野聯盟入稟法院要求審視總統解散國會的決定，最高法院翌日中止提前大選的決定，臨時裁定總統西里塞納簽署的解散國會公告違反憲法。
11月14日，斯里蘭卡國會復會，並口頭表決針對拉贾帕克萨的信任議案，最終未獲通過。

### 總統違憲 新相辭職
12月3日，斯里蘭卡上訴庭作出臨時裁決拉贾帕克萨內閣暫停行使職權。12月13日，斯里蘭卡最高法院裁定總統解散議會的決定違憲，並宣佈延長前述上訴庭的臨時裁決效力至1月中旬。12月15日，拉贾帕克萨在支持者面前簽署辭職信，翌日维克勒马辛哈重新被任命為總理。

## 反应

### 国际
- 中华人民共和国：中国政府祝贺親華派的拉贾帕克塞當選總理。中国駐斯里蘭卡大使程學源在10月27日與拉贾帕克萨會面並轉交中国总理李克强的祝賀，並确保「中国将對斯里兰卡的未来发展提供巨大支持」。程學源其後再與维克拉马辛格舉行會面[12]。
- 欧洲联盟 ：歐盟、法国、德国、意大利、荷兰、罗马尼亚的駐斯里蘭卡大使和英國的高级专员均表示密切关注憲法危機並敦促「各方全面遵守斯里兰卡宪法、不要采取暴力行動，遵循正当体制，尊重各机构的獨立性以及媒体的自由度[13]。」
- 英国 ：亞洲及太平洋事務主管馬克·菲爾德表示：「各方和斯里蘭卡政府部門應該尊重憲法和遵循正当的政治进程[14]。」
- 美国 ：國務院轄下的中南亞事務局在推特表示：「我们期待斯里兰卡政府坚持對人权、改革、问责制、司法与和解的承諾[15]。」